# Вироджений напівпровідник
Ви́роджений напівпровідни́к — напівпровідник із високою концентрацією носіїв заряду, властивості якого схожі на властивості металу. Протилежний термін — невироджений напівпровідник.
Виродження напівпровідника відбувається при великій концентрації домішок (донорів чи акцепторів).

## Природа явища
Характерні для напівпровідників властивості зумовлені існуванням забороненої зони. У власному напівпровіднику валентна зона майже повністю заповнена електронами, а зона провідності майже порожня навіть при досить високих температурах. Рівень хімічного потенціалу розташований посередині забороненої зони, на значній енергетичній віддалі від обох суміжних зон. Незначну кількість носіїв заряду можна описувати статистикою Максвела-Больцмана.
При введенні домішок, рівень хімічного потенціалу починає зміщуватися до однієї із зон. При дуже високій концентрації домішок, він може опинитися дуже близько й навіть всередині однієї із зон. У такому випадку проявляється ферміонний характер електронів провідності чи дірок. Для опису розподілу носіїв заряду в зонах потрібно застосовувати статистику Фермі-Дірака. Напівпровідник починає поводити себе аналогічно металу.
У компенсованому напівпровіднику, незважаючи на велику концентрацію домішок, рівень хімічного потенціалу залишається всередині забороненої зони й виродження не спостерігається.